# Teppei Usui
Teppei Usui (碓井 鉄平 Usui Teppei?, nacido el 3 de noviembre de 1991 en Tokio) es un futbolista japonés que se desempeña como centrocampista.

## Trayectoria

### Clubes
| Club                | País  | Año               |
| ------------------- | ----- | ----------------- |
| V-Varen Nagasaki    | Japón | 2014 - 2019       |
| AC Nagano Parceiro  | Japón | 2016              |
| Thespakusatsu Gunma | Japón | 2018              |
| Kataller Toyama     | Japón | 2019 - 2024       |
| AC Nagano Parceiro  | Japón | 2024 - Actualidad |

## Estadística de carrera

### J. League
| Club               | Año   | J. League | J. League | Copa J. League | Copa J. League | Total | Total |
| Club               | Año   | Part.     | Goles     | Part.          | Goles          | Part. | Goles |
| ------------------ | ----- | --------- | --------- | -------------- | -------------- | ----- | ----- |
| V-Varen Nagasaki   | 2014  | 1         | 0         | -              | -              | 1     | 0     |
| V-Varen Nagasaki   | 2015  | 3         | 0         | -              | -              | 3     | 0     |
| AC Nagano Parceiro | 2016  | 4         | 0         | -              | -              | 4     | 0     |
| V-Varen Nagasaki   | 2016  | 0         | 0         | -              | -              | 0     | 0     |
| V-Varen Nagasaki   | 2017  | 11        | 0         | -              | -              | 11    | 0     |
| Total              | Total | 19        | 0         | 0              | 0              | 19    | 0     |